# Frank James hämnd
Frank James hämnd (engelska: The Return of Frank James) är en amerikansk långfilm från 1940 i regi av Fritz Lang, med Henry Fonda, Gene Tierney, Jackie Cooper och Henry Hull i rollerna. Filmen är en uppföljare till Utanför lagen från 1939.

## Handling
Efter att hans kriminella bror Jesse James dödats söker Frank James (Henry Fonda) hämnd. Han är på jakt efter broderns mördare, Bob Ford och Charlie Ford (John Carradine och Charles Tannen).

## Rollista

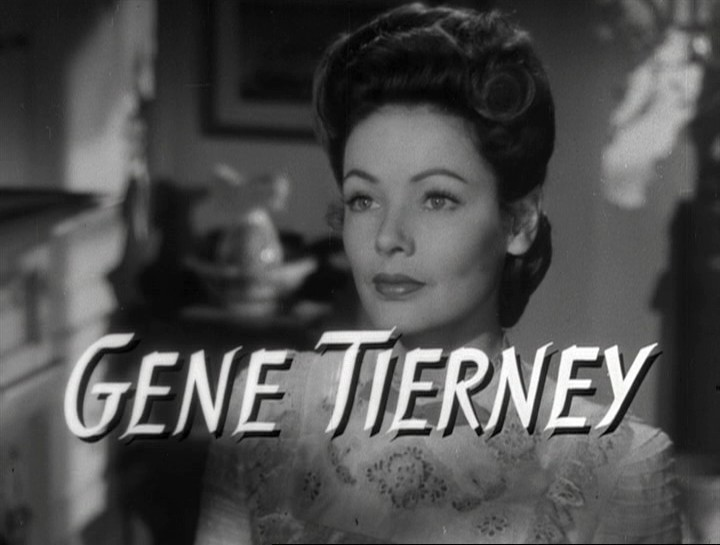
Gene Tierney från filmens trailer.

| Henry Fonda        | – Frank James      |
| Gene Tierney       | – Eleanor Stone    |
| Jackie Cooper      | – Clem             |
| Henry Hull         | – Major Rufus Cobb |
| John Carradine     | – Bob Ford         |
| J. Edward Bromberg | – George Runyan    |
| Donald Meek        | – McCoy            |
| Eddie Collins      | – Station Agent    |
| George Barbier     | – Judge            |
| Russell Hicks      | – Prosecutor       |
| Ernest Whitman     | – Pinky            |
| Charles Tannen     | – Charlie Ford     |
| Lloyd Corrigan     | – Randolph Stone   |
| Victor Kilian      | – Preacher         |
| Edward McWade      | – Colonel Jackson  |

## Produktion
Filmen var Gene Tierneys första roll, producenten Darryl F. Zanuck hade hittat henne på Broadway samma år. Hon var extra nervös över att jobba med sin idol Henry Fonda. Frank James hämnd är till stora delar fiktion; i verkligheten anmälde sig Frank James frivilligt till rättssystemet och blev frikänd i två rättegångar. Bröderna Ford hade dött vid det laget, utan Franks hjälp.